# Rhopalodes concinna
Rhopalodes concinna är en fjärilsart som beskrevs av Paul Dognin 1911. Rhopalodes concinna ingår i släktet Rhopalodes och familjen mätare. Inga underarter finns listade.